# Černá Hora (Blansko)
Černá Hora é uma comuna checa localizada na região de Morávia do Sul, distrito de Blansko.